# BOR-4

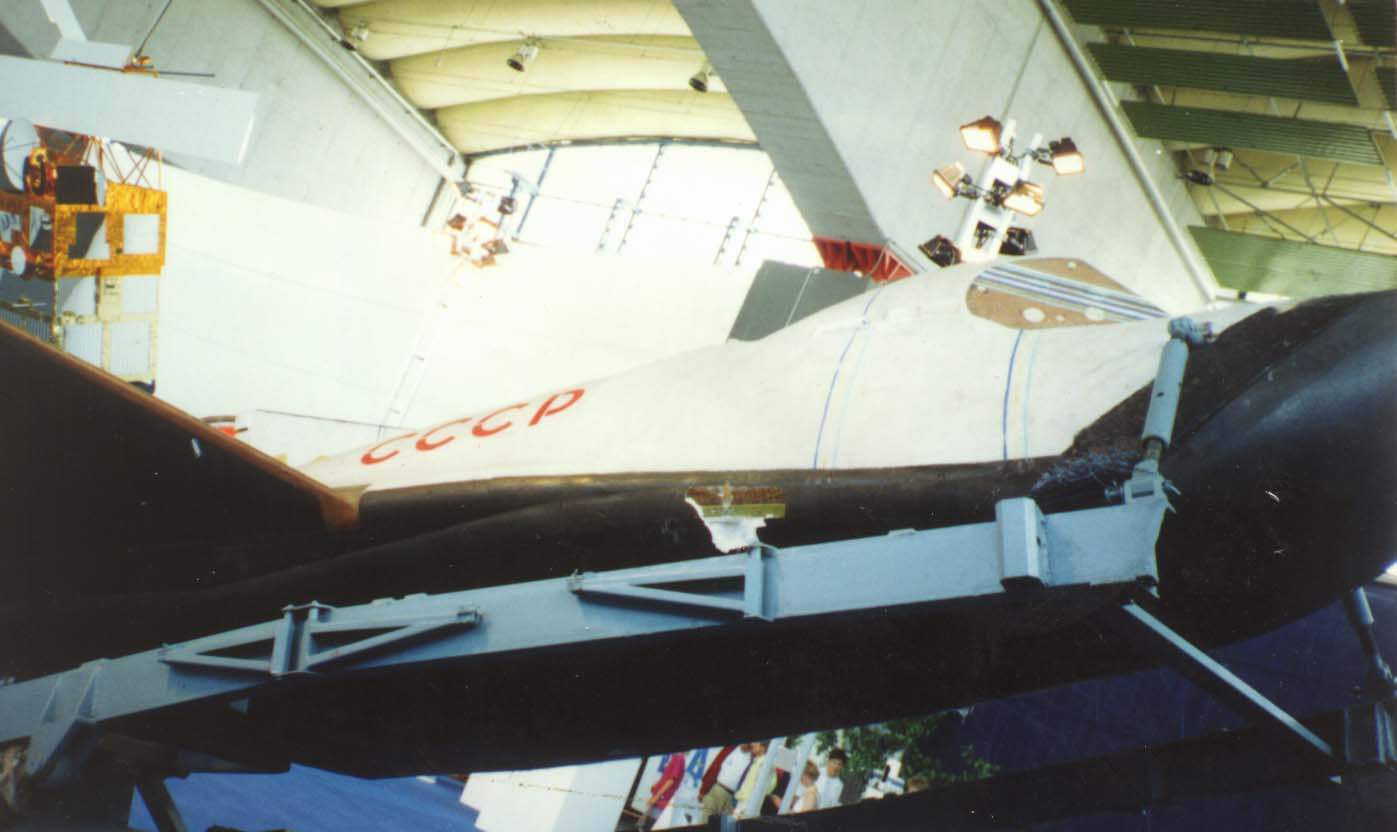
BOR-4

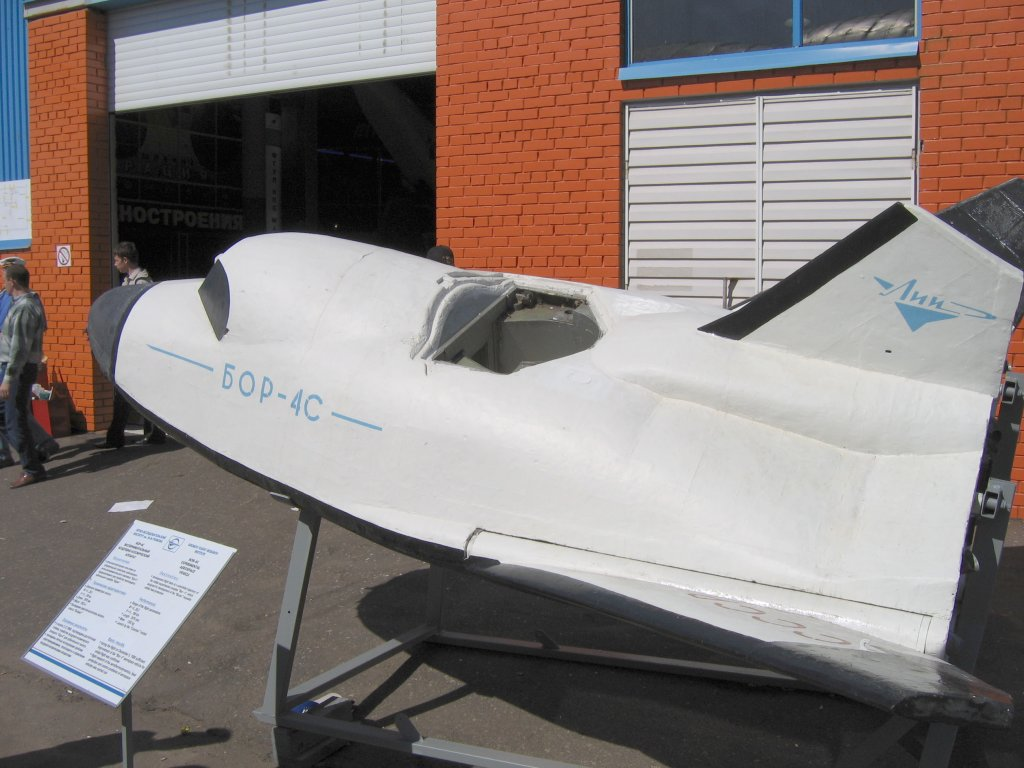
BOR-4

BOR-4は旧ソ連のブラン計画において、再突入実験に使用された実験機。

## 概要
ブラン計画の一環で開発されたリフティングボディの実験機でMiG-105の縮小版で炭素繊維強化炭素複合材料による耐熱タイルが下面に貼られている。
翼の内部空洞は胴体上にタイルを保持するフェルトと同じ多孔質物質で満たされ、そして水を含むとする特別な組成物を含浸させて再突入時に蒸気を放出して構造体を冷却した。降下時には高度30 kmで、BOR-4は減速するために螺旋状に滑空して高度7500mでパラシュートを展開して7-8 m/秒で着水した後、円錐形のフロートを展開する。リフティングボディ機の大気圏突入時の貴重なデータが取得されたものの、以降に打ち上げられたBOR-5やブランに十分に成果が反映されたとは言い難い。

## フライト記録
- BOR-4C 1980年12月5日 コスモス3M（K65M-RB5）弾道飛行
- BOR-4 No.404 1982年6月3日 21時36分 コスモス3M（K65M-RB5）コスモス1374号 軌道周回飛行1.5周
- BOR-4 No.403 1983年3月15日 22時33分 コスモス3M（K65M-RB5）コスモス1445号 軌道周回飛行1.5周
- BOR-4 No.405 1983年12月27日 10時04分 コスモス3M（K65M-RB5）コスモス1517号 軌道周回飛行1周
- BOR-4 No.406 1984年12月19日 4時:04分 コスモス3M（K65M-RB5）コスモス1614号 軌道飛行1周